# Corydalus nubilus
Corydalus nubilus är en insektsart som beskrevs av Erichson in Schomburgk 1848. Corydalus nubilus ingår i släktet Corydalus och familjen Corydalidae. Inga underarter finns listade i Catalogue of Life.